# 34467 Raphotter
34467 Raphotter este o planetă minoră (asteroid), cu un diametru de 4,37 km, din centura de asteroizi. A fost descoperită pe 24 septembrie 2000 la Experimental Test Site⁠(d) de Lincoln Near-Earth Asteroid Research. 
Obiectul prezintă o orbită caracterizată de o semiaxă mare de 3,0170149 UAi, o excentricitate de 0,02, o înclinație de 1,36045 ° în raport cu ecliptica.